# Machaon émeraude
Papilio palinurus
Espèce
Le Machaon émeraude ou Paon émeraude (Papilio palinurus) est une espèce de lépidoptères (papillons) de la famille des Papilionidae, de la sous-famille des Papilioninae et du genre Papilio.

## Dénomination
Papilio palinurus a été décrit par Johan Christian Fabricius en 1787. Son nom provient de Palinurus, barreur d'Énée dans l'Énéide.

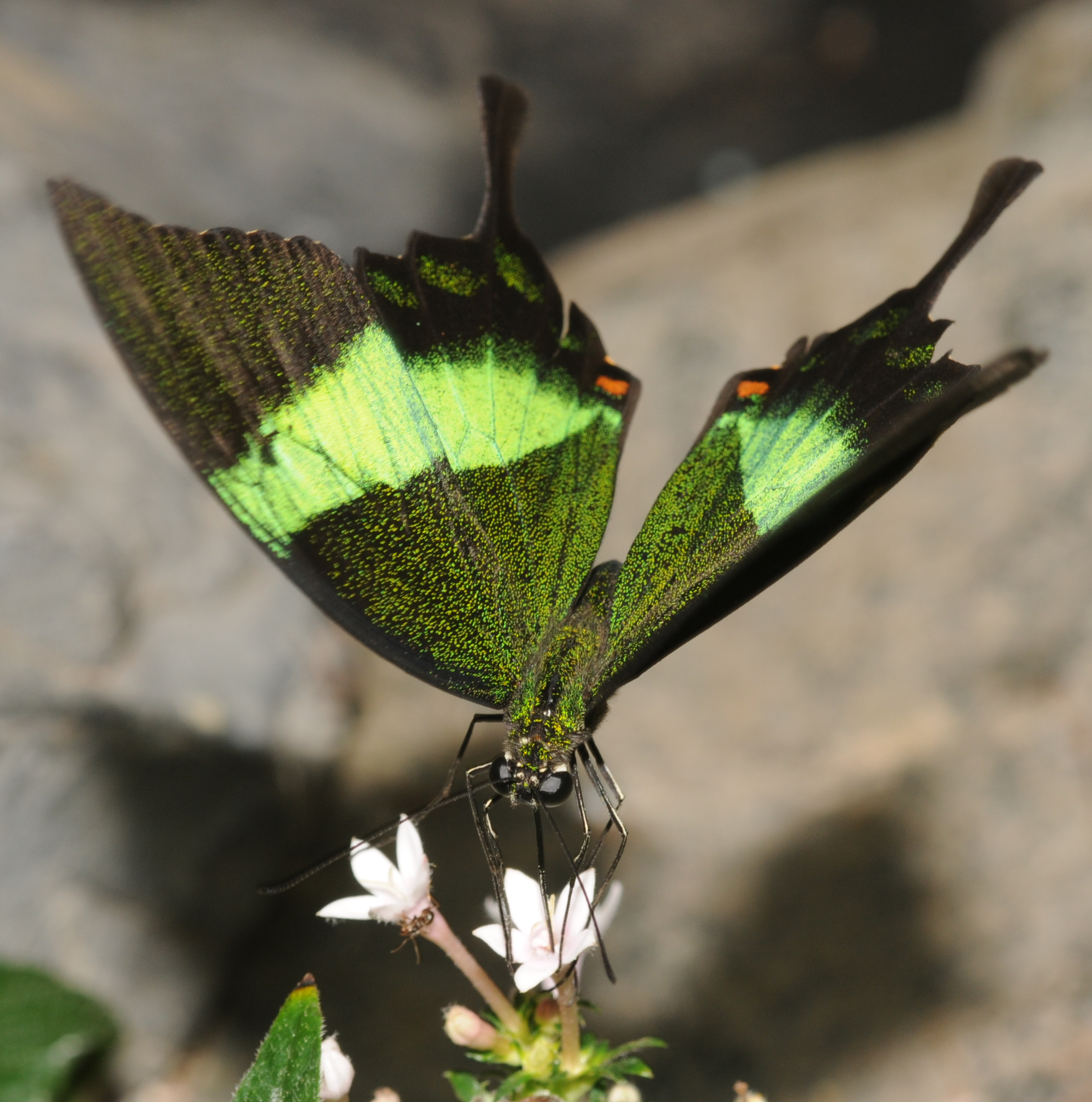
Machaon émeraude

### Sous-espèces
- Papilio palinurus palinurus : Birmanie, Malaisie, Bornéo
- Papilio palinurus adventus (Fruhstorfer, 1903) : île Nias
- Papilio palinurus angustatus (Staudinger, 1888) : île Palawan, Philippines
- Papilio palinurus auffenbergi (Bauer & Frankenbach, 1998) : Indonésie
- Papilio palinurus daedalus (C. & R. Felder, 1861) : Philippines
- Papilio palinurus nymphodorus (Fruhstorfer, 1909[2].) : île Basilan

## Description
Le Machaon émeraude est un grand papillon de forme vaguement triangulaire possédant une grande queue en massue, d'une envergure d'environ 70 mm.
Les ailes sont de couleur vert mousse ou plutôt marron suffusé de vert avec  une large bande vert émeraude du bord costal au bord interne des ailes antérieures et du bord costal à l'angle anal des ailes postérieures et une ligne submarginale de gros chevrons verts aux ailes postérieures et un ocelle noir cerné d'orange à l'angle anal.
Le revers est marron avec aux ailes postérieures une ligne submarginale de gros chevrons orange.

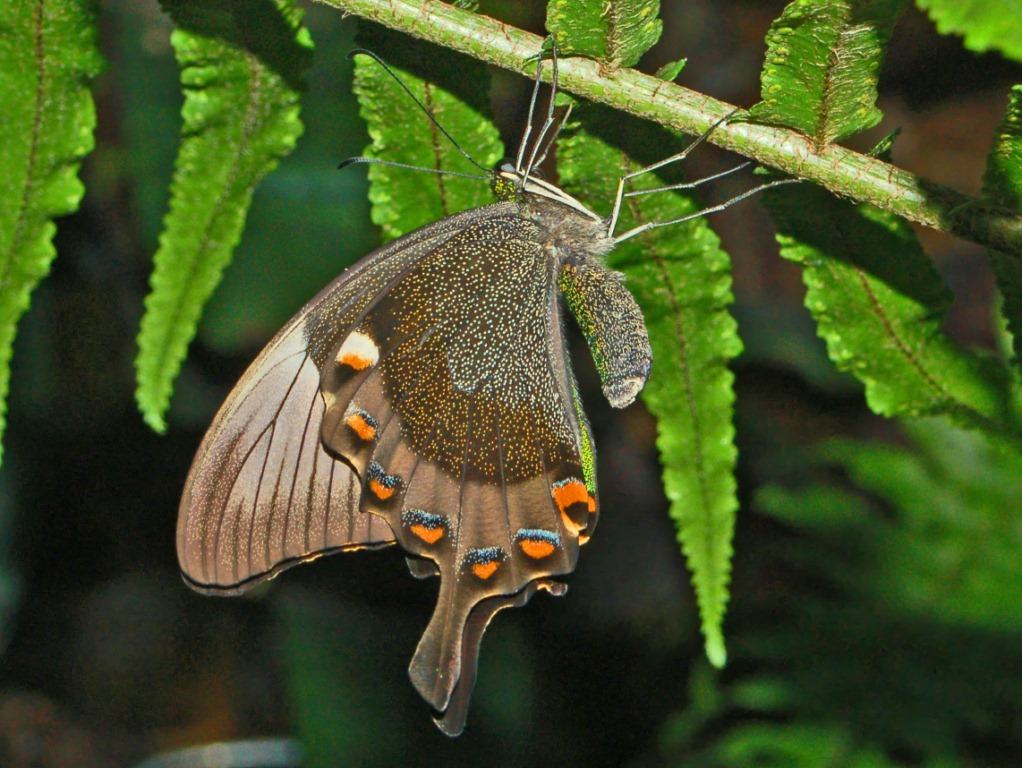
Revers de Papilio palinurus

## Biologie

### Plantes hôtes
Les plantes hôtes de sa chenille sont des Euodia.

## Écologie et distribution
Le Machaon émeraude est présent en Birmanie, en Malaisie, en Indonésie, aux Philippines, à Nias et à Bornéo.

### Biotope
Il réside dans les régions montagneuses.

### Protection
Pas de statut de protection particulier.

## Philatélie
Ce papillon figure sur une émission de l'île de Jersey de 1995 (valeur faciale : 23 p.).